# André Pottier (bibliothécaire)
Pour les articles homonymes, voir Pottier.
André Pottier, né le 3 novembre 1799 à Paris et mort le 26 avril 1867 à Rouen, est un conservateur, céramographe et historien local français.

## Biographie
D’une ancienne famille de Normandie, Pottier vint, jeune encore, à Rouen et y fit ses études, sortant du lycée en 1819, avec le prix d’honneur de philosophie. Sa famille le destinant à la médecine, il fit ses preuves dans cette carrière, en publiant, dès 1825, avec Brière, un ouvrage élémentaire de botanique, Éléments de botanique ou histoire des Plantes, Paris, 1825, in-12. Mais sa vraie vocation était l’étude de l’histoire, l’examen des antiquités normandes et, en 1831, il livrait au public ses Recherches sur l’Histoire du Costume en France, publication qui n’était que le prélude de son savant commentaire sur la collection des monuments français inédits de Xavier Willemin, qui avait consacré plus de trente années à recueillir et à dessiner un choix de costumes, d’armes, d’instruments et de meubles de toute espèce, depuis le VIe jusqu’au XVIIe siècle. Willemin s’étant borné à accompagner ses planches de quelques indications insuffisantes et quelquefois même inexactes, Pottier entreprit d’en faire le texte explicatif faisant connaître l’origine, la valeur et le caractère de chacun des monuments décrits. Il mit à contribution les sources originales, textes anciens, écrivains spéciaux, soit en France, soit à l’étranger, pour mettre au jour une œuvre complétée au commentaire précis, exact, instructif, qui révèle une connaissance approfondie des arts et de l’histoire du Moyen Âge. Ce dernier ouvrage a surtout fondé la réputation de Pottier.
En 1832, Pottier fut appelé à succéder à Théodore Licquet au poste de conservateur de la bibliothèque publique de la ville de Rouen. Pottier agrandit et transforma cet établissement en y installant les collections littéraires léguées à la ville de Rouen par Le Ber, de Montbret et de Martainville, celle des monnaies et des médailles de Le Carpentier et celle enfin des portraits réunis par le docteur Baratte et des gravures données par Dutuit. Au catalogue publié par Licquet pour la classe des Lettres, Pottier ajouta une seconde partie pour la classe des Sciences et des Arts, et, pour faciliter au public l’étude de toutes ces richesses, il fit ouvrir, à côté de l’ancienne salle devenue insuffisante, un second et vaste salon de lecture et établir une nouvelle organisation pour les séances du soir.
Pottier devait également contribuer à l’agrandissement du Musée départemental d’antiquités, dans la direction duquel il avait succédé à un autre membre de l’Académie de Rouen, Achille Deville, et qu’il enrichit de la collection unique de précieux spécimens de la faïence rouennaise qu’il avait formée. Il devait y joindre une histoire de la céramique rouennaise, œuvre de prédilection à laquelle il travaillait depuis de longues années, mais que la mort ne lui a pas permis de terminer. C’est Gustave Gouellain qui, avec l’abbé Colas et Raymond Bordeaux, fut chargé d’éditer ce grand ouvrage.
À partir de sa nomination comme bibliothécaire de la ville, Pottier s’était surtout attaché à l’étude et à la divulgation de sujets normands. La Revue de Rouen, dont il était l’âme et qu’il dirigea pendant plusieurs années, a publié de lui de nombreuses notices sur des questions d’art, d’histoire et d’archéologie se rattachant soit à la ville de Rouen, soit à la Normandie. D’autres travaux sur des sujets analogues ont été imprimés dans d’autres revues, telles que l’Annuaire normand, le Bulletin monumental, la Revue de la Normandie, ou ont fait l’objet de brochures isolées. 
Élu à l'Académie de Rouen, en 1844, il y succéda, en 1848, à Richard, dans les fonctions de secrétaire de la classe des Lettres et des Arts, fonctions qu’il a remplies sans interruption jusqu’en 1860. Il y rédigea près d’une centaine de rapports et notices diverses. Quand sa santé l’obligea à résigner ses fonctions de secrétaire, l’Académie, par un vote unanime, voulut l’appeler à la Présidence ; sa modestie seule l’empêcha d’accepter. La mort le surprit alors qu’il travaillait encore,  comme il fit si souvent pendant toute sa vie, pour un autre, Eustache-Hyacinthe Langlois, ancien membre de l’Académie, dont il avait été l’ami et le collaborateur et auquel il tâchait d’ériger un monument dans sa ville natale. Il ne put mener à bien cette tâche, s’éteignant après quelques jours seulement de maladie.
Il était président de la Société des bibliophiles normands, membre de la Commission des Antiquités de la Seine-Inférieure, de la Société des Amis des Arts, correspondant de plusieurs Académies. La Légion d'honneur lui avait été conférée en 1849. Le 12 février 1840, il est élu président des Amis des arts de Rouen dans l'assemblée générale de celle-ci.

## Distinctions
- Chevalier de la Légion d'honneur (1849).

## Principales publications
- Éléments de Botanique ou histoire des Plantes, en collaboration avec M. Brière ; Paris, 1825, in-12.
- Recherches sur l'histoire du costume en France, Gazette littéraire, 1831.
- Texte historique et descriptif des monuments français inédits de Willemin, Paris, 1839, in-f°.
- Texte explicatif de l'œuvre de Jean Goujon, gravé au trait par Réveil, Paris, 1844, gr. in-8o.
- Catalogue de la bibliothèque de la ville de Rouen, 2e partie : Sciences et Arts, Rouen, 1833, in-8o.
- La Danse des Morts d’Eustache-Hyancinthe Langlois, complétée par A. Pottier et Alfred Baudry ; Rouen, 1851, 2 vol. gr. in-8o.
- Description de la nouvelle église de Saint-Sever à Rouen, en collaboration avec Paul Baudry, Rouen, 1860, in-8o.
- Revue rétrospective normande : documents inédits pour servir à l’histoire de Rouen et de la Normandie, Rouen, 1842, gr. in-8o.
- Essai de classification des poteries normandes des XIIIe, XIVe et XVe siècles, extrait du Congrès scientifique de France tenu à Rouen, 1865.
- Histoire de la faïence de Rouen, Rouen, A. Le Brument, 1870 ; Caen, éditions de Neustrie, 1986.

## Sources
- Gustave Gouellain, Jean Benoît Désiré Cochet, Revue de la Normandie, vol. 8, Rouen, E. Cagniard, 1868, p. 9.
- « La société des amis-des-arts de Rouen, réunie hier en assemblée… », sur Le Journal de Rouen, 13 février 1840 (consulté le 15 août 2017).